# Bic (equip ciclista)
L'equip Bic, conegut anteriorment com a Saint-Raphaël o Ford France, va ser un equip ciclista francès, de ciclisme en ruta que va competir entre 1954 a 1974.
Va estar estar actiu durant vint anys i a les seves files hi van militar grans ciclistes com Raphaël Géminiani, Tom Simpson, Jo De Roo, Rudi Altig, Jacques Anquetil, Jean Stablinski, Lucien Aimar, Jan Janssen, René Pijnen, Luis Ocaña o Joaquim Agostinho.

## Principals resultats
- Gran Premi del Midi Libre: Jean-Pierre Schmitz (1957), Jean Brankart (1959), Michel Stolker (1962), Jean-Claude Theilliere (1966), Michel Grain (1967)
- Tour de Romandia: Gilbert Bauvin (1958)
- Bordeus-París: Jo De Roo (1962), Jacques Anquetil (1965)
- París-Tours: Jo De Roo (1962, 1963)
- Volta a Llombardia: Jo De Roo (1962, 1963)
- París-Niça: Jacques Anquetil (1963, 1965, 1966), Rolf Wolfshohl (1968)
- París-Brussel·les: Jean Stablinski (1963)
- Critèrium del Dauphiné Libéré: Jacques Anquetil (1963, 1965), Luis Ocaña (1970, 1972, 1973)
- París-Luxemburg: Rudi Altig (1963), Jean Stablinski (1965), Anatole Novak (1966)
- Tour de Flandes: Rudi Altig (1964), Eric Leman (1972)
- Milà-Sanremo: Arie den Hartog (1965)
- Gran Premi de les Nacions: Jacques Anquetil (1965, 1966), Luis Ocaña (1971)
- Amstel Gold Race: Jean Stablinski (1966), Arie den Hartog (1967)
- Lieja-Bastogne-Lieja: Jacques Anquetil (1966)
- Volta a Catalunya: Arie den Hartog (1966), Jacques Anquetil (1967), Luis Ocaña (1971)
- Quatre dies de Dunkerque: Lucien Aimar (1967), Alain Vasseur (1969)
- Volta al País Basc: Jacques Anquetil (1969), Luis Ocaña (1971, 1973)
- París-Roubaix: Roger Rosiers (1971)
- Tour del Nord: Sylvain Vasseur (1972)
- Setmana Catalana: Luis Ocaña (1973)

### A les grans voltes
- Giro d'Itàlia
  - 5 participacions (1958, 1964, 1966, 1967, 1968)
  - 11 victòries d'etapa:
    - 3 el 1964: Jacques Anquetil, Cees Lute, Willi Altig
    - 3 el 1966: Julio Jiménez (2), Vincent Denson
    - 1 el 1967: Jean Stablinski
    - 4 el 1968: Charly Grosskost, Ward Sels, Julio Jiménez (2)

  - 1 classificació finals:
    - Jacques Anquetil (1964)

  - 2 classificacions secundàries:
    - Gran Premi de la muntanya: Jean Brankart (1958)
    - Classificació per equips: 1964

- Tour de França
  - 11 participacions (1962, 1963, 1964, 1965, 1966, 1969, 1970, 1971, 1972, 1973, 1974)
  - 35 victòries d'etapa:
    - 6 el 1962: Rudi Altig (3), Jacques Anquetil (4), Jean Stablinski
    - 7 el 1963: Seamus Elliott, Jacques Anquetil (4), Guy Ignolin (2)
    - 7 el 1964: Rudi Altig, Jacques Anquetil (4), Jo De Roo, Jean Stablinski
    - 1 el 1966: Julio Jiménez
    - 2 el 1970: Alain Vasseur, Luis Ocaña
    - 3 el 1971: Luis Ocaña (2), Bernard Labourdette
    - 8 el 1973: José Catieu, Luis Ocaña (6), Joaquim Agostinho
    - 1 el 1974: Jean-Luc Molinéris

  - 5 classificació finals:
    - Jacques Anquetil (1962, 1963, 1964)
    - Lucien Aimar (1966)
    - Luis Ocaña (1973)

  - 8 classificacions secundàries:
    - Classificació per punts: Rudi Altig (1962)
    - Gran Premi de la muntanya: Julio Jiménez (1966)
    - Premi de la combativitat: Luis Ocaña (1971, 1973)
    - Classificació per equips: 1962, 1963, 1971, 1973

- Volta a Espanya
  - 12 participacions (1959, 1962, 1963, 1965, 1967, 1968, 1969, 1970, 1971, 1972, 1973, 1974)
  - 40 victòries d'etapa:
    - 11 el 1962: Rudi Altig (3), Seamus Elliott, Jean Graczyk (4), Jean-Claude Annaert, Ab Geldermans, Jean Stablinski
    - 6 el 1963: Jacques Anquetil, Bas Maliepaard, Guy Ignolin (2), Jean Stablinski, Seamus Elliott
    - 1 el 1965: Jean-Claude Wuillemin
    - 1 el 1967: Rolf Wolfshohl
    - 2 el 1968: Michael Wright (2)
    - 3 el 1969: Michael Wright (2), Ward Sels
    - 5 el 1970: Luis Ocaña (2), Anatole Novak, Johnny Schleck, Roger Rosiers
    - 4 el 1971: René Pijnen (3), Luis Ocaña
    - 2 el 1972: René Pijnen, Jesús Aranzábal
    - 5 el 1974: Eddy Peelman (2), Joaquim Agostinho (2), Gerben Karstens

  - 3 classificació finals:
    - Rudi Altig (1962)
    - Jacques Anquetil (1963)
    - Luis Ocaña (1970)

  - 5 classificacions secundàries:
    - Classificació per punts: Rudi Altig (1962), Bas Maliepaard (1963)
    - Classificació per equips: 1962, 1963, 1969

## Composició de l'equip
| \| Llista de l'equip 1962 \| Llista de l'equip 1962 \| Llista de l'equip 1962 \| Llista de l'equip 1962 \| \| Ciclista \| Data de naixement \| Equip previ \| \| \| ---------------------- \| ---------------------- \| ------------------------------------------------ \| ---------------------- \| \| Rudi Altig \| 18 de març de 1937 \| Rapha-Gitane-Dunlop (1961) \| \| \| Willi Altig \| 17 de gener de 1935 \| \| \| \| Jean-Claude Annaert \| 22 de agost de 1935 \| Rapha-R. Geminiani-Dunlop (1959) \| \| \| Jacques Anquetil \| 8 de gener de 1934 \| Helyett-Leroux-Fynsec-Hutchinson-A.C.B.B. (1960) \| \| \| Daniel Beaumont \| 6 de març de 1940 \| \| \| \| René Binggeli \| 17 de gener de 1941 \| \| \| \| Guy Claud \| 25 de abril de 1936 \| \| \| \| André Cloarec \| 31 de juliol de 1937 \| \| \| \| Jo de Roo \| 5 de juliol de 1937 \| \| \| \| Marcel Delattre \| 17 de novembre de 1939 \| \| \| \| André Dufraisse \| 30 de juny de 1926 \| \| \| \| Seamus Elliott \| 4 de juny de 1934 \| Helyett-Fynsec-Hutchinson (1961) \| \| \| Pierre Everaert \| 21 de desembre de 1933 \| Rapha-Gitane-Dunlop (1961) \| \| \| Albertus Geldermans \| 17 de març de 1935 \| \| \| \| Jean Graczyk \| 26 de maig de 1933 \| Helyett-Fynsec-Hutchinson (1961) \| \| \| Marcel Janssens \| 30 de desembre de 1931 \| \| \| \| Abel Le Dudal \| 24 de setembre de 1936 \| \| \| \| François Le Her \| 10 de maig de 1938 \| \| \| \| Jean Le Lan \| 10 de gener de 1937 \| \| \| \| Marcel Leboutte \| 10 de abril de 1939 \| \| \| \| Jacky Lepolard \| 14 de juliol de 1939 \| \| \| \| Marcel Queheille \| 16 de març de 1930 \| \| \| \| Jean Raynal \| 8 de març de 1932 \| \| \| \| Brian Robinson \| 3 de novembre de 1930 \| Rapha-Gitane-Dunlop (1961) \| \| \| Louis Rostollan \| 1 de gener de 1936 \| \| \| \| Michel Rousseau \| 5 de febrer de 1936 \| \| \| \| Jean Stablinski \| 21 de maig de 1932 \| \| \| \| Michel Stolker \| 29 de setembre de 1933 \| Helyett-Fynsec-Hutchinson (1961) \| \| \| Guy Thomas \| 24 de maig de 1936 \| \| \| \| Robert Varnajo \| 1 de maig de 1929 \| Rapha-Gitane-Dunlop (1961) \| \| \| \| \| \| \| \| Font: Cycling Archives \| \| \| \| |                        |                                                  |  |
| Llista de l'equip 1962 |                        |                                                  |  |
| Ciclista | Data de naixement      | Equip previ                                      |  |
| Rudi Altig | 18 de març de 1937     | Rapha-Gitane-Dunlop (1961)                       |  |
| Willi Altig | 17 de gener de 1935    |                                                  |  |
| Jean-Claude Annaert | 22 de agost de 1935    | Rapha-R. Geminiani-Dunlop (1959)                 |  |
| Jacques Anquetil | 8 de gener de 1934     | Helyett-Leroux-Fynsec-Hutchinson-A.C.B.B. (1960) |  |
| Daniel Beaumont | 6 de març de 1940      |                                                  |  |
| René Binggeli | 17 de gener de 1941    |                                                  |  |
| Guy Claud | 25 de abril de 1936    |                                                  |  |
| André Cloarec | 31 de juliol de 1937   |                                                  |  |
| Jo de Roo | 5 de juliol de 1937    |                                                  |  |
| Marcel Delattre | 17 de novembre de 1939 |                                                  |  |
| André Dufraisse | 30 de juny de 1926     |                                                  |  |
| Seamus Elliott | 4 de juny de 1934      | Helyett-Fynsec-Hutchinson (1961)                 |  |
| Pierre Everaert | 21 de desembre de 1933 | Rapha-Gitane-Dunlop (1961)                       |  |
| Albertus Geldermans | 17 de març de 1935     |                                                  |  |
| Jean Graczyk | 26 de maig de 1933     | Helyett-Fynsec-Hutchinson (1961)                 |  |
| Marcel Janssens | 30 de desembre de 1931 |                                                  |  |
| Abel Le Dudal | 24 de setembre de 1936 |                                                  |  |
| François Le Her | 10 de maig de 1938     |                                                  |  |
| Jean Le Lan | 10 de gener de 1937    |                                                  |  |
| Marcel Leboutte | 10 de abril de 1939    |                                                  |  |
| Jacky Lepolard | 14 de juliol de 1939   |                                                  |  |
| Marcel Queheille | 16 de març de 1930     |                                                  |  |
| Jean Raynal | 8 de març de 1932      |                                                  |  |
| Brian Robinson | 3 de novembre de 1930  | Rapha-Gitane-Dunlop (1961)                       |  |
| Louis Rostollan | 1 de gener de 1936     |                                                  |  |
| Michel Rousseau | 5 de febrer de 1936    |                                                  |  |
| Jean Stablinski | 21 de maig de 1932     |                                                  |  |
| Michel Stolker | 29 de setembre de 1933 | Helyett-Fynsec-Hutchinson (1961)                 |  |
| Guy Thomas | 24 de maig de 1936     |                                                  |  |
| Robert Varnajo | 1 de maig de 1929      | Rapha-Gitane-Dunlop (1961)                       |  |
| |                        |                                                  |  |
| Font: Cycling Archives |                        |                                                  |  |

| \| Llista de l'equip 1963 \| Llista de l'equip 1963 \| Llista de l'equip 1963 \| Llista de l'equip 1963 \| \| Ciclista \| Data de naixement \| Equip previ \| \| \| ------------------------------------- \| ---------------------- \| ------------------------------------------------ \| ---------------------- \| \| Lucien Aimar \| 28 de abril de 1941 \| \| \| \| Rudi Altig \| 18 de març de 1937 \| Rapha-Gitane-Dunlop (1961) \| \| \| Willi Altig \| 17 de gener de 1935 \| \| \| \| Jean-Claude Annaert \| 22 de agost de 1935 \| Rapha-R. Geminiani-Dunlop (1959) \| \| \| Jacques Anquetil \| 8 de gener de 1934 \| Helyett-Leroux-Fynsec-Hutchinson-A.C.B.B. (1960) \| \| \| Daniel Beaumont \| 6 de març de 1940 \| \| \| \| Louis Bergaud \| 30 de novembre de 1928 \| Gitane-Leroux-Dunlop-R. Geminiani (1962) \| \| \| Marcel Camillo \| 6 de juny de 1937 \| \| \| \| Alban Cauvet \| 21 de maig de 1939 \| \| \| \| Jo de Roo \| 5 de juliol de 1937 \| \| \| \| Marcel Delattre \| 17 de novembre de 1939 \| \| \| \| Fernand Delort \| 26 de gener de 1936 \| \| \| \| André Dufraisse \| 30 de juny de 1926 \| \| \| \| Seamus Elliott \| 4 de juny de 1934 \| Helyett-Fynsec-Hutchinson (1961) \| \| \| Pierre Everaert \| 21 de desembre de 1933 \| Rapha-Gitane-Dunlop (1961) \| \| \| Albertus Geldermans \| 17 de març de 1935 \| \| \| \| Michel Grain \| 6 de octubre de 1942 \| \| \| \| Roger Hassenforder \| 23 de juliol de 1930 \| \| \| \| Jan Hugens \| 22 de març de 1939 \| \| \| \| Guy Ignolin \| 14 de novembre de 1936 \| Gitane-Leroux-Dunlop-R. Geminiani (1962) \| \| \| Abel Le Dudal \| 24 de setembre de 1936 \| \| \| \| François Le Her \| 10 de maig de 1938 \| \| \| \| Jean-Claude Lebaube \| 22 de juliol de 1937 \| Gitane-Leroux-Dunlop-R. Geminiani (1962) \| \| \| Bas Maliepaard \| 3 de abril de 1938 \| Alcyon (1963) \| \| \| Anatole Novak \| 12 de febrer de 1937 \| \| \| \| Jean Raynal \| 8 de març de 1932 \| \| \| \| Louis Rostollan \| 1 de gener de 1936 \| \| \| \| Jacques Simon \| 1 de octubre de 1938 \| \| \| \| Jean Stablinski \| 21 de maig de 1932 \| \| \| \| Michel Stolker \| 29 de setembre de 1933 \| Helyett-Fynsec-Hutchinson (1961) \| \| \| Gérard Thiélin \| 29 de març de 1935 \| Gitane-Leroux-Dunlop-R. Geminiani (1962) \| \| \| Robert Varnajo \| 1 de maig de 1929 \| Rapha-Gitane-Dunlop (1961) \| \| \| André Zimmermann (1 de ago–31 de des) \| 20 de febrer de 1939 \| \| \| \| \| \| \| \| \| Font: Cycling Archives \| \| \| \| |                        |                                                  |  |
| Llista de l'equip 1963 |                        |                                                  |  |
| Ciclista | Data de naixement      | Equip previ                                      |  |
| Lucien Aimar | 28 de abril de 1941    |                                                  |  |
| Rudi Altig | 18 de març de 1937     | Rapha-Gitane-Dunlop (1961)                       |  |
| Willi Altig | 17 de gener de 1935    |                                                  |  |
| Jean-Claude Annaert | 22 de agost de 1935    | Rapha-R. Geminiani-Dunlop (1959)                 |  |
| Jacques Anquetil | 8 de gener de 1934     | Helyett-Leroux-Fynsec-Hutchinson-A.C.B.B. (1960) |  |
| Daniel Beaumont | 6 de març de 1940      |                                                  |  |
| Louis Bergaud | 30 de novembre de 1928 | Gitane-Leroux-Dunlop-R. Geminiani (1962)         |  |
| Marcel Camillo | 6 de juny de 1937      |                                                  |  |
| Alban Cauvet | 21 de maig de 1939     |                                                  |  |
| Jo de Roo | 5 de juliol de 1937    |                                                  |  |
| Marcel Delattre | 17 de novembre de 1939 |                                                  |  |
| Fernand Delort | 26 de gener de 1936    |                                                  |  |
| André Dufraisse | 30 de juny de 1926     |                                                  |  |
| Seamus Elliott | 4 de juny de 1934      | Helyett-Fynsec-Hutchinson (1961)                 |  |
| Pierre Everaert | 21 de desembre de 1933 | Rapha-Gitane-Dunlop (1961)                       |  |
| Albertus Geldermans | 17 de març de 1935     |                                                  |  |
| Michel Grain | 6 de octubre de 1942   |                                                  |  |
| Roger Hassenforder | 23 de juliol de 1930   |                                                  |  |
| Jan Hugens | 22 de març de 1939     |                                                  |  |
| Guy Ignolin | 14 de novembre de 1936 | Gitane-Leroux-Dunlop-R. Geminiani (1962)         |  |
| Abel Le Dudal | 24 de setembre de 1936 |                                                  |  |
| François Le Her | 10 de maig de 1938     |                                                  |  |
| Jean-Claude Lebaube | 22 de juliol de 1937   | Gitane-Leroux-Dunlop-R. Geminiani (1962)         |  |
| Bas Maliepaard | 3 de abril de 1938     | Alcyon (1963)                                    |  |
| Anatole Novak | 12 de febrer de 1937   |                                                  |  |
| Jean Raynal | 8 de març de 1932      |                                                  |  |
| Louis Rostollan | 1 de gener de 1936     |                                                  |  |
| Jacques Simon | 1 de octubre de 1938   |                                                  |  |
| Jean Stablinski | 21 de maig de 1932     |                                                  |  |
| Michel Stolker | 29 de setembre de 1933 | Helyett-Fynsec-Hutchinson (1961)                 |  |
| Gérard Thiélin | 29 de març de 1935     | Gitane-Leroux-Dunlop-R. Geminiani (1962)         |  |
| Robert Varnajo | 1 de maig de 1929      | Rapha-Gitane-Dunlop (1961)                       |  |
| André Zimmermann (1 de ago–31 de des) | 20 de febrer de 1939   |                                                  |  |
| |                        |                                                  |  |
| Font: Cycling Archives |                        |                                                  |  |

| \| Llista de l'equip 1964 \| Llista de l'equip 1964 \| Llista de l'equip 1964 \| Llista de l'equip 1964 \| \| Ciclista \| Data de naixement \| Equip previ \| \| \| ---------------------- \| ---------------------- \| ------------------------------------------------ \| ---------------------- \| \| Lucien Aimar \| 28 de abril de 1941 \| \| \| \| Rudi Altig \| 18 de març de 1937 \| Rapha-Gitane-Dunlop (1961) \| \| \| Willi Altig \| 17 de gener de 1935 \| \| \| \| Jacques Anquetil \| 8 de gener de 1934 \| Helyett-Leroux-Fynsec-Hutchinson-A.C.B.B. (1960) \| \| \| Henri Belena \| 4 de desembre de 1940 \| \| \| \| Jean Bourlès \| 17 de agost de 1930 \| \| \| \| Jo de Roo \| 5 de juliol de 1937 \| \| \| \| Michel Dejouhannet \| 5 de juliol de 1935 \| \| \| \| Marcel Delattre \| 17 de novembre de 1939 \| \| \| \| André Delort \| 24 de novembre de 1939 \| \| \| \| Arie den Hartog \| 23 de abril de 1941 \| \| \| \| Robert Ducard \| 29 de maig de 1932 \| \| \| \| André Dufraisse \| 30 de juny de 1926 \| \| \| \| Seamus Elliott \| 4 de juny de 1934 \| Helyett-Fynsec-Hutchinson (1961) \| \| \| Pierre Everaert \| 21 de desembre de 1933 \| Rapha-Gitane-Dunlop (1961) \| \| \| Maurice Gandolfo \| 4 de novembre de 1935 \| \| \| \| Albertus Geldermans \| 17 de març de 1935 \| \| \| \| Michel Grain \| 6 de octubre de 1942 \| \| \| \| Guy Ignolin \| 14 de novembre de 1936 \| Gitane-Leroux-Dunlop-R. Geminiani (1962) \| \| \| Abel Le Dudal \| 24 de setembre de 1936 \| \| \| \| François Le Her \| 10 de maig de 1938 \| \| \| \| Jean-Claude Lebaube \| 22 de juliol de 1937 \| Gitane-Leroux-Dunlop-R. Geminiani (1962) \| \| \| Cees Lute \| 13 de març de 1941 \| \| \| \| Bas Maliepaard \| 3 de abril de 1938 \| Alcyon (1964) \| \| \| Maurice Munter \| 4 de març de 1935 \| \| \| \| Anatole Novak \| 12 de febrer de 1937 \| \| \| \| Louis Rostollan \| 1 de gener de 1936 \| \| \| \| Jacques Simon \| 1 de octubre de 1938 \| \| \| \| Jean Stablinski \| 21 de maig de 1932 \| \| \| \| Gérard Thiélin \| 29 de març de 1935 \| Gitane-Leroux-Dunlop-R. Geminiani (1962) \| \| \| Robert Varnajo \| 1 de maig de 1929 \| Rapha-Gitane-Dunlop (1961) \| \| \| André Zimmermann \| 20 de febrer de 1939 \| \| \| \| \| \| \| \| \| Font: Cycling Archives \| \| \| \| |                        |                                                  |  |
| Llista de l'equip 1964 |                        |                                                  |  |
| Ciclista | Data de naixement      | Equip previ                                      |  |
| Lucien Aimar | 28 de abril de 1941    |                                                  |  |
| Rudi Altig | 18 de març de 1937     | Rapha-Gitane-Dunlop (1961)                       |  |
| Willi Altig | 17 de gener de 1935    |                                                  |  |
| Jacques Anquetil | 8 de gener de 1934     | Helyett-Leroux-Fynsec-Hutchinson-A.C.B.B. (1960) |  |
| Henri Belena | 4 de desembre de 1940  |                                                  |  |
| Jean Bourlès | 17 de agost de 1930    |                                                  |  |
| Jo de Roo | 5 de juliol de 1937    |                                                  |  |
| Michel Dejouhannet | 5 de juliol de 1935    |                                                  |  |
| Marcel Delattre | 17 de novembre de 1939 |                                                  |  |
| André Delort | 24 de novembre de 1939 |                                                  |  |
| Arie den Hartog | 23 de abril de 1941    |                                                  |  |
| Robert Ducard | 29 de maig de 1932     |                                                  |  |
| André Dufraisse | 30 de juny de 1926     |                                                  |  |
| Seamus Elliott | 4 de juny de 1934      | Helyett-Fynsec-Hutchinson (1961)                 |  |
| Pierre Everaert | 21 de desembre de 1933 | Rapha-Gitane-Dunlop (1961)                       |  |
| Maurice Gandolfo | 4 de novembre de 1935  |                                                  |  |
| Albertus Geldermans | 17 de març de 1935     |                                                  |  |
| Michel Grain | 6 de octubre de 1942   |                                                  |  |
| Guy Ignolin | 14 de novembre de 1936 | Gitane-Leroux-Dunlop-R. Geminiani (1962)         |  |
| Abel Le Dudal | 24 de setembre de 1936 |                                                  |  |
| François Le Her | 10 de maig de 1938     |                                                  |  |
| Jean-Claude Lebaube | 22 de juliol de 1937   | Gitane-Leroux-Dunlop-R. Geminiani (1962)         |  |
| Cees Lute | 13 de març de 1941     |                                                  |  |
| Bas Maliepaard | 3 de abril de 1938     | Alcyon (1964)                                    |  |
| Maurice Munter | 4 de març de 1935      |                                                  |  |
| Anatole Novak | 12 de febrer de 1937   |                                                  |  |
| Louis Rostollan | 1 de gener de 1936     |                                                  |  |
| Jacques Simon | 1 de octubre de 1938   |                                                  |  |
| Jean Stablinski | 21 de maig de 1932     |                                                  |  |
| Gérard Thiélin | 29 de març de 1935     | Gitane-Leroux-Dunlop-R. Geminiani (1962)         |  |
| Robert Varnajo | 1 de maig de 1929      | Rapha-Gitane-Dunlop (1961)                       |  |
| André Zimmermann | 20 de febrer de 1939   |                                                  |  |
| |                        |                                                  |  |
| Font: Cycling Archives |                        |                                                  |  |

| \| Llista de l'equip 1967 \| Llista de l'equip 1967 \| Llista de l'equip 1967 \| Llista de l'equip 1967 \| \| Ciclista \| Data de naixement \| Equip previ \| \| \| ---------------------- \| ---------------------- \| ---------------------------------- \| ---------------------- \| \| Siegfried Adler \| 29 de març de 1943 \| \| \| \| Lucien Aimar \| 28 de abril de 1941 \| Ford France-Hutchinson (1966) \| \| \| Jacques Anquetil \| 8 de gener de 1934 \| Ford France-Hutchinson (1966) \| \| \| Serge Bolley \| 3 de desembre de 1944 \| \| \| \| Pierre Campagnaro \| 1 de juliol de 1943 \| \| \| \| Arie den Hartog \| 23 de abril de 1941 \| Ford France-Hutchinson (1966) \| \| \| Vincent Denson \| 24 de novembre de 1935 \| Ford France-Hutchinson (1966) \| \| \| Jean Graczyk \| 26 de maig de 1933 \| Margnat-Paloma-Dunlop (1964) \| \| \| Michel Grain \| 6 de octubre de 1942 \| Saint-Raphaël-Gitane-Dunlop (1964) \| \| \| Jacques Guiot \| 6 de setembre de 1945 \| \| \| \| Julio Jiménez Muñoz \| 28 de octubre de 1934 \| Ford France-Hutchinson (1966) \| \| \| Christian Leduc \| 9 de novembre de 1943 \| \| \| \| Paul Lemetayer \| 4 de juny de 1942 \| Ford France-Hutchinson (1966) \| \| \| Yves Lepachelet \| 30 de juny de 1938 \| \| \| \| Jean Milesi \| 24 de abril de 1935 \| \| \| \| Anatole Novak \| 12 de febrer de 1937 \| Ford France-Hutchinson (1966) \| \| \| Raymond Riotte \| 16 de febrer de 1940 \| \| \| \| Jean Stablinski \| 21 de maig de 1932 \| Ford France-Hutchinson (1966) \| \| \| Raymond Steegmans \| 15 de maig de 1945 \| \| \| \| Jean-Claude Theillière \| 23 de maig de 1944 \| Ford France-Hutchinson (1966) \| \| \| Rolf Wolfshohl \| 27 de desembre de 1938 \| Mercier-BP-Hutchinson (1966) \| \| \| \| \| \| \| \| Font: Cycling Archives \| \| \| \|Nota: Siegfried Adler |                        |                                    |  |
| Llista de l'equip 1967 |                        |                                    |  |
| Ciclista | Data de naixement      | Equip previ                        |  |
| Siegfried Adler | 29 de març de 1943     |                                    |  |
| Lucien Aimar | 28 de abril de 1941    | Ford France-Hutchinson (1966)      |  |
| Jacques Anquetil | 8 de gener de 1934     | Ford France-Hutchinson (1966)      |  |
| Serge Bolley | 3 de desembre de 1944  |                                    |  |
| Pierre Campagnaro | 1 de juliol de 1943    |                                    |  |
| Arie den Hartog | 23 de abril de 1941    | Ford France-Hutchinson (1966)      |  |
| Vincent Denson | 24 de novembre de 1935 | Ford France-Hutchinson (1966)      |  |
| Jean Graczyk | 26 de maig de 1933     | Margnat-Paloma-Dunlop (1964)       |  |
| Michel Grain | 6 de octubre de 1942   | Saint-Raphaël-Gitane-Dunlop (1964) |  |
| Jacques Guiot | 6 de setembre de 1945  |                                    |  |
| Julio Jiménez Muñoz | 28 de octubre de 1934  | Ford France-Hutchinson (1966)      |  |
| Christian Leduc | 9 de novembre de 1943  |                                    |  |
| Paul Lemetayer | 4 de juny de 1942      | Ford France-Hutchinson (1966)      |  |
| Yves Lepachelet | 30 de juny de 1938     |                                    |  |
| Jean Milesi | 24 de abril de 1935    |                                    |  |
| Anatole Novak | 12 de febrer de 1937   | Ford France-Hutchinson (1966)      |  |
| Raymond Riotte | 16 de febrer de 1940   |                                    |  |
| Jean Stablinski | 21 de maig de 1932     | Ford France-Hutchinson (1966)      |  |
| Raymond Steegmans | 15 de maig de 1945     |                                    |  |
| Jean-Claude Theillière | 23 de maig de 1944     | Ford France-Hutchinson (1966)      |  |
| Rolf Wolfshohl | 27 de desembre de 1938 | Mercier-BP-Hutchinson (1966)       |  |
| |                        |                                    |  |
| Font: Cycling Archives |                        |                                    |  |

| \| Llista de l'equip 1968 \| Llista de l'equip 1968 \| Llista de l'equip 1968 \| Llista de l'equip 1968 \| \| Ciclista \| Data de naixement \| Equip previ \| \| \| ---------------------- \| ---------------------- \| ---------------------------------- \| ---------------------- \| \| Siegfried Adler \| 29 de març de 1943 \| \| \| \| Lucien Aimar \| 28 de abril de 1941 \| Ford France-Hutchinson (1966) \| \| \| Jacques Anquetil \| 8 de gener de 1934 \| Ford France-Hutchinson (1966) \| \| \| Roland Berland \| 26 de febrer de 1945 \| \| \| \| Serge Bolley \| 3 de desembre de 1944 \| \| \| \| Arie den Hartog \| 23 de abril de 1941 \| Ford France-Hutchinson (1966) \| \| \| Jean-Claude Genty \| 17 de febrer de 1945 \| \| \| \| Pierre Ghisellini \| 17 de octubre de 1943 \| \| \| \| Jean Graczyk \| 26 de maig de 1933 \| Margnat-Paloma-Dunlop (1964) \| \| \| Michel Grain \| 6 de octubre de 1942 \| Saint-Raphaël-Gitane-Dunlop (1964) \| \| \| Charly Grosskost \| 5 de març de 1944 \| Peugeot-BP-Michelin (1967) \| \| \| Jacques Guiot \| 6 de setembre de 1945 \| \| \| \| Cees Haast \| 19 de novembre de 1938 \| Televizier-Batavus (1967) \| \| \| Peter Head \| 3 de juliol de 1946 \| \| \| \| Julio Jiménez Muñoz \| 28 de octubre de 1934 \| Ford France-Hutchinson (1966) \| \| \| Paul Lemetayer \| 4 de juny de 1942 \| Ford France-Hutchinson (1966) \| \| \| Gilles Locatelli \| 4 de desembre de 1943 \| \| \| \| Jean Milesi \| 24 de abril de 1935 \| \| \| \| Anatole Novak \| 12 de febrer de 1937 \| Ford France-Hutchinson (1966) \| \| \| Michel Rousseau \| 5 de febrer de 1936 \| \| \| \| Edward Sels \| 29 de agost de 1941 \| Flandria-De Clerck (1967) \| \| \| Jean-Claude Theillière \| 23 de maig de 1944 \| Ford France-Hutchinson (1966) \| \| \| Willy Van Neste \| 10 de març de 1944 \| Dr. Mann-Grundig (1968) \| \| \| Rolf Wolfshohl \| 27 de desembre de 1938 \| Mercier-BP-Hutchinson (1966) \| \| \| Michael Wright \| 25 de març de 1941 \| Wiel's-Gancia-Groene Leeuw (1966) \| \| \| Pierre Campagnaro \| 1 de juliol de 1943 \| \| \| \| \| \| \| \| \| Font: UCI \| \| \| \|Nota: Siegfried Adler |                        |                                    |  |
| Llista de l'equip 1968 |                        |                                    |  |
| Ciclista | Data de naixement      | Equip previ                        |  |
| Siegfried Adler | 29 de març de 1943     |                                    |  |
| Lucien Aimar | 28 de abril de 1941    | Ford France-Hutchinson (1966)      |  |
| Jacques Anquetil | 8 de gener de 1934     | Ford France-Hutchinson (1966)      |  |
| Roland Berland | 26 de febrer de 1945   |                                    |  |
| Serge Bolley | 3 de desembre de 1944  |                                    |  |
| Arie den Hartog | 23 de abril de 1941    | Ford France-Hutchinson (1966)      |  |
| Jean-Claude Genty | 17 de febrer de 1945   |                                    |  |
| Pierre Ghisellini | 17 de octubre de 1943  |                                    |  |
| Jean Graczyk | 26 de maig de 1933     | Margnat-Paloma-Dunlop (1964)       |  |
| Michel Grain | 6 de octubre de 1942   | Saint-Raphaël-Gitane-Dunlop (1964) |  |
| Charly Grosskost | 5 de març de 1944      | Peugeot-BP-Michelin (1967)         |  |
| Jacques Guiot | 6 de setembre de 1945  |                                    |  |
| Cees Haast | 19 de novembre de 1938 | Televizier-Batavus (1967)          |  |
| Peter Head | 3 de juliol de 1946    |                                    |  |
| Julio Jiménez Muñoz | 28 de octubre de 1934  | Ford France-Hutchinson (1966)      |  |
| Paul Lemetayer | 4 de juny de 1942      | Ford France-Hutchinson (1966)      |  |
| Gilles Locatelli | 4 de desembre de 1943  |                                    |  |
| Jean Milesi | 24 de abril de 1935    |                                    |  |
| Anatole Novak | 12 de febrer de 1937   | Ford France-Hutchinson (1966)      |  |
| Michel Rousseau | 5 de febrer de 1936    |                                    |  |
| Edward Sels | 29 de agost de 1941    | Flandria-De Clerck (1967)          |  |
| Jean-Claude Theillière | 23 de maig de 1944     | Ford France-Hutchinson (1966)      |  |
| Willy Van Neste | 10 de març de 1944     | Dr. Mann-Grundig (1968)            |  |
| Rolf Wolfshohl | 27 de desembre de 1938 | Mercier-BP-Hutchinson (1966)       |  |
| Michael Wright | 25 de març de 1941     | Wiel's-Gancia-Groene Leeuw (1966)  |  |
| Pierre Campagnaro | 1 de juliol de 1943    |                                    |  |
| |                        |                                    |  |
| Font: UCI |                        |                                    |  |

| \| Llista de l'equip 1969 \| Llista de l'equip 1969 \| Llista de l'equip 1969 \| Llista de l'equip 1969 \| \| Ciclista \| Data de naixement \| Equip previ \| \| \| ------------------------------------- \| ---------------------- \| --------------------------------- \| ---------------------- \| \| Lucien Aimar \| 28 de abril de 1941 \| Ford France-Hutchinson (1966) \| \| \| Jacques Anquetil \| 8 de gener de 1934 \| Ford France-Hutchinson (1966) \| \| \| Luis Balagué \| 29 de març de 1944 \| \| \| \| Gilbert Bellone \| 27 de desembre de 1942 \| Mercier-BP-Hutchinson (1968) \| \| \| Roland Berland \| 26 de febrer de 1945 \| \| \| \| Serge Bolley \| 3 de desembre de 1944 \| \| \| \| Paul Crapez \| 17 de abril de 1947 \| \| \| \| José Miguel Echavarri García \| 10 de octubre de 1947 \| \| \| \| Pierre Gauthier \| 20 de desembre de 1946 \| \| \| \| Jean-Claude Genty \| 17 de febrer de 1945 \| \| \| \| Pierre Ghisellini \| 17 de octubre de 1943 \| \| \| \| Charly Grosskost \| 5 de març de 1944 \| Peugeot-BP-Michelin (1967) \| \| \| Jan Janssen \| 19 de maig de 1940 \| Pelforth-Sauvage-Lejeune (1968) \| \| \| Jean-Marie Leblanc \| 28 de juliol de 1944 \| Pelforth-Sauvage-Lejeune (1968) \| \| \| Robert Legein \| 31 de juliol de 1945 \| \| \| \| Anatole Novak \| 12 de febrer de 1937 \| Ford France-Hutchinson (1966) \| \| \| José Pérez Francés \| 27 de desembre de 1936 \| Kas-Kaskol (1968) \| \| \| Jean Pinault \| 21 de juny de 1946 \| \| \| \| José Samyn (1 de gen–28 de ago, Nota) \| 11 de maig de 1946 \| Pelforth-Sauvage-Lejeune (1968) \| \| \| Johny Schleck \| 22 de novembre de 1942 \| Pelforth-Sauvage-Lejeune (1968) \| \| \| Edward Sels \| 29 de agost de 1941 \| Flandria-De Clerck (1967) \| \| \| Marc Sohet \| 15 de juny de 1947 \| \| \| \| Alain Vasseur \| 1 de abril de 1948 \| \| \| \| Sylvain Vasseur \| 28 de febrer de 1946 \| \| \| \| Rolf Wolfshohl \| 27 de desembre de 1938 \| Mercier-BP-Hutchinson (1966) \| \| \| Michael Wright \| 25 de març de 1941 \| Wiel's-Gancia-Groene Leeuw (1966) \| \| \| \| \| \| \| \| Font: UCI \| \| \| \|Nota: José Samyn, mort durant una competició |                        |                                   |  |
| Llista de l'equip 1969 |                        |                                   |  |
| Ciclista | Data de naixement      | Equip previ                       |  |
| Lucien Aimar | 28 de abril de 1941    | Ford France-Hutchinson (1966)     |  |
| Jacques Anquetil | 8 de gener de 1934     | Ford France-Hutchinson (1966)     |  |
| Luis Balagué | 29 de març de 1944     |                                   |  |
| Gilbert Bellone | 27 de desembre de 1942 | Mercier-BP-Hutchinson (1968)      |  |
| Roland Berland | 26 de febrer de 1945   |                                   |  |
| Serge Bolley | 3 de desembre de 1944  |                                   |  |
| Paul Crapez | 17 de abril de 1947    |                                   |  |
| José Miguel Echavarri García | 10 de octubre de 1947  |                                   |  |
| Pierre Gauthier | 20 de desembre de 1946 |                                   |  |
| Jean-Claude Genty | 17 de febrer de 1945   |                                   |  |
| Pierre Ghisellini | 17 de octubre de 1943  |                                   |  |
| Charly Grosskost | 5 de març de 1944      | Peugeot-BP-Michelin (1967)        |  |
| Jan Janssen | 19 de maig de 1940     | Pelforth-Sauvage-Lejeune (1968)   |  |
| Jean-Marie Leblanc | 28 de juliol de 1944   | Pelforth-Sauvage-Lejeune (1968)   |  |
| Robert Legein | 31 de juliol de 1945   |                                   |  |
| Anatole Novak | 12 de febrer de 1937   | Ford France-Hutchinson (1966)     |  |
| José Pérez Francés | 27 de desembre de 1936 | Kas-Kaskol (1968)                 |  |
| Jean Pinault | 21 de juny de 1946     |                                   |  |
| José Samyn (1 de gen–28 de ago, Nota) | 11 de maig de 1946     | Pelforth-Sauvage-Lejeune (1968)   |  |
| Johny Schleck | 22 de novembre de 1942 | Pelforth-Sauvage-Lejeune (1968)   |  |
| Edward Sels | 29 de agost de 1941    | Flandria-De Clerck (1967)         |  |
| Marc Sohet | 15 de juny de 1947     |                                   |  |
| Alain Vasseur | 1 de abril de 1948     |                                   |  |
| Sylvain Vasseur | 28 de febrer de 1946   |                                   |  |
| Rolf Wolfshohl | 27 de desembre de 1938 | Mercier-BP-Hutchinson (1966)      |  |
| Michael Wright | 25 de març de 1941     | Wiel's-Gancia-Groene Leeuw (1966) |  |
| |                        |                                   |  |
| Font: UCI |                        |                                   |  |

| \| Llista de l'equip 1970 \| Llista de l'equip 1970 \| Llista de l'equip 1970 \| Llista de l'equip 1970 \| \| Ciclista \| Data de naixement \| Equip previ \| \| \| --------------------------------- \| ---------------------- \| --------------------------------- \| ---------------------- \| \| Jesús Aranzábal Ojanguren \| 25 de desembre de 1939 \| Fagor (1969) \| \| \| Roland Berland \| 26 de febrer de 1945 \| \| \| \| Serge Bolley \| 3 de desembre de 1944 \| \| \| \| Paul Crapez \| 17 de abril de 1947 \| \| \| \| Philippe Crépel \| 12 de gener de 1945 \| Sonolor-Lejeune (1969) \| \| \| Christian Davaine \| 7 de maig de 1948 \| \| \| \| André Doyen (1 de set–31 de maig) \| 29 de març de 1949 \| \| \| \| Daniel Ducreux \| 11 de febrer de 1947 \| Mercier-BP-Hutchinson (1969) \| \| \| Francis Ducreux \| 14 de febrer de 1945 \| Mercier-BP-Hutchinson (1969) \| \| \| José Miguel Echavarri García \| 10 de octubre de 1947 \| \| \| \| Jean-Claude Genty \| 17 de febrer de 1945 \| \| \| \| Charly Grosskost \| 5 de març de 1944 \| Peugeot-BP-Michelin (1967) \| \| \| Alain Hamy \| 31 de juliol de 1945 \| \| \| \| Jan Janssen \| 19 de maig de 1940 \| Pelforth-Sauvage-Lejeune (1968) \| \| \| Jean-Marie Leblanc \| 28 de juliol de 1944 \| Pelforth-Sauvage-Lejeune (1968) \| \| \| Pierre Masseys \| 26 de setembre de 1946 \| \| \| \| Ramón Mendiburu Ibarburu \| 12 de març de 1940 \| Fagor (1970) \| \| \| Leif Mortensen \| 5 de maig de 1946 \| \| \| \| Anatole Novak \| 12 de febrer de 1937 \| Ford France-Hutchinson (1966) \| \| \| Jesús Luis Ocaña Pernía \| 9 de juny de 1945 \| Fagor (1969) \| \| \| René Panagiotis \| 3 de agost de 1946 \| \| \| \| Michel Quinchon \| 28 de agost de 1949 \| Sonolor-Lejeune (1969) \| \| \| Roger Rosiers \| 26 de novembre de 1946 \| Dr. Mann-Grundig (1969) \| \| \| Alain Santy \| 28 de agost de 1949 \| \| \| \| Johny Schleck \| 22 de novembre de 1942 \| Pelforth-Sauvage-Lejeune (1968) \| \| \| Marc Sohet \| 15 de juny de 1947 \| \| \| \| Raymond Van Marck \| 5 de juny de 1947 \| \| \| \| Alain Vasseur \| 1 de abril de 1948 \| \| \| \| Sylvain Vasseur \| 28 de febrer de 1946 \| \| \| \| Frans Verhaegen \| 22 de gener de 1948 \| \| \| \| Michael Wright \| 25 de març de 1941 \| Wiel's-Gancia-Groene Leeuw (1966) \| \| \| \| \| \| \| \| Font: UCI \| \| \| \| |                        |                                   |  |
| Llista de l'equip 1970 |                        |                                   |  |
| Ciclista | Data de naixement      | Equip previ                       |  |
| Jesús Aranzábal Ojanguren | 25 de desembre de 1939 | Fagor (1969)                      |  |
| Roland Berland | 26 de febrer de 1945   |                                   |  |
| Serge Bolley | 3 de desembre de 1944  |                                   |  |
| Paul Crapez | 17 de abril de 1947    |                                   |  |
| Philippe Crépel | 12 de gener de 1945    | Sonolor-Lejeune (1969)            |  |
| Christian Davaine | 7 de maig de 1948      |                                   |  |
| André Doyen (1 de set–31 de maig) | 29 de març de 1949     |                                   |  |
| Daniel Ducreux | 11 de febrer de 1947   | Mercier-BP-Hutchinson (1969)      |  |
| Francis Ducreux | 14 de febrer de 1945   | Mercier-BP-Hutchinson (1969)      |  |
| José Miguel Echavarri García | 10 de octubre de 1947  |                                   |  |
| Jean-Claude Genty | 17 de febrer de 1945   |                                   |  |
| Charly Grosskost | 5 de març de 1944      | Peugeot-BP-Michelin (1967)        |  |
| Alain Hamy | 31 de juliol de 1945   |                                   |  |
| Jan Janssen | 19 de maig de 1940     | Pelforth-Sauvage-Lejeune (1968)   |  |
| Jean-Marie Leblanc | 28 de juliol de 1944   | Pelforth-Sauvage-Lejeune (1968)   |  |
| Pierre Masseys | 26 de setembre de 1946 |                                   |  |
| Ramón Mendiburu Ibarburu | 12 de març de 1940     | Fagor (1970)                      |  |
| Leif Mortensen | 5 de maig de 1946      |                                   |  |
| Anatole Novak | 12 de febrer de 1937   | Ford France-Hutchinson (1966)     |  |
| Jesús Luis Ocaña Pernía | 9 de juny de 1945      | Fagor (1969)                      |  |
| René Panagiotis | 3 de agost de 1946     |                                   |  |
| Michel Quinchon | 28 de agost de 1949    | Sonolor-Lejeune (1969)            |  |
| Roger Rosiers | 26 de novembre de 1946 | Dr. Mann-Grundig (1969)           |  |
| Alain Santy | 28 de agost de 1949    |                                   |  |
| Johny Schleck | 22 de novembre de 1942 | Pelforth-Sauvage-Lejeune (1968)   |  |
| Marc Sohet | 15 de juny de 1947     |                                   |  |
| Raymond Van Marck | 5 de juny de 1947      |                                   |  |
| Alain Vasseur | 1 de abril de 1948     |                                   |  |
| Sylvain Vasseur | 28 de febrer de 1946   |                                   |  |
| Frans Verhaegen | 22 de gener de 1948    |                                   |  |
| Michael Wright | 25 de març de 1941     | Wiel's-Gancia-Groene Leeuw (1966) |  |
| |                        |                                   |  |
| Font: UCI |                        |                                   |  |

| \| Llista de l'equip 1971 \| Llista de l'equip 1971 \| Llista de l'equip 1971 \| Llista de l'equip 1971 \| \| Ciclista \| Data de naixement \| Equip previ \| \| \| ----------------------------------------- \| ---------------------- \| --------------------------------- \| ---------------------- \| \| Jesús Aranzábal Ojanguren \| 25 de desembre de 1939 \| Fagor (1969) \| \| \| Roland Berland \| 26 de febrer de 1945 \| \| \| \| Serge Bolley \| 3 de desembre de 1944 \| \| \| \| Francis Campaner \| 1 de febrer de 1946 \| \| \| \| Philippe Crépel \| 12 de gener de 1945 \| Sonolor-Lejeune (1969) \| \| \| Christian Davaine \| 7 de maig de 1948 \| \| \| \| Roger Desmaret \| 31 de juliol de 1950 \| \| \| \| André Doyen (1 de set–31 de maig) \| 29 de març de 1949 \| \| \| \| Daniel Ducreux \| 11 de febrer de 1947 \| Mercier-BP-Hutchinson (1969) \| \| \| Francis Ducreux \| 14 de febrer de 1945 \| Mercier-BP-Hutchinson (1969) \| \| \| Jean-Claude Genty \| 17 de febrer de 1945 \| \| \| \| Charly Grosskost \| 5 de març de 1944 \| Peugeot-BP-Michelin (1967) \| \| \| Jacques Guiot \| 6 de setembre de 1945 \| \| \| \| Jan Janssen \| 19 de maig de 1940 \| Pelforth-Sauvage-Lejeune (1968) \| \| \| Giovanni Jiménez Ocampo \| 30 de juny de 1942 \| \| \| \| Bernard Labourdette \| 13 de agost de 1946 \| Fagor (1970) \| \| \| Jean-Marie Leblanc \| 28 de juliol de 1944 \| Pelforth-Sauvage-Lejeune (1968) \| \| \| Désiré Letort \| 29 de gener de 1943 \| Peugeot-BP-Michelin (1970) \| \| \| Leif Mortensen \| 5 de maig de 1946 \| \| \| \| Anatole Novak \| 12 de febrer de 1937 \| Ford France-Hutchinson (1966) \| \| \| Jesús Luis Ocaña Pernía \| 9 de juny de 1945 \| Fagor (1969) \| \| \| Christian Palka \| 15 de juliol de 1949 \| \| \| \| René Pijnen \| 3 de setembre de 1946 \| Willem II-Gazelle (1970) \| \| \| Jean Ronsmans (1 de gen–31 de maig, Nota) \| 6 de agost de 1947 \| Hertekamp-Magniflex (1970) \| \| \| Roger Rosiers \| 26 de novembre de 1946 \| Dr. Mann-Grundig (1969) \| \| \| Alain Santy \| 28 de agost de 1949 \| \| \| \| Guy Santy \| 23 de novembre de 1950 \| \| \| \| Johny Schleck \| 22 de novembre de 1942 \| Pelforth-Sauvage-Lejeune (1968) \| \| \| Marc Sohet \| 15 de juny de 1947 \| \| \| \| Jean-Claude Theillière \| 23 de maig de 1944 \| Sonolor-Lejeune (1970) \| \| \| Bernard Van der Linde \| 14 de juny de 1946 \| \| \| \| Raymond Van Marck \| 5 de juny de 1947 \| \| \| \| Alain Vasseur \| 1 de abril de 1948 \| \| \| \| Sylvain Vasseur \| 28 de febrer de 1946 \| \| \| \| Frans Verhaegen \| 22 de gener de 1948 \| \| \| \| Michael Wright \| 25 de març de 1941 \| Wiel's-Gancia-Groene Leeuw (1966) \| \| \| \| \| \| \| \| Font: UCI \| \| \| \|Nota: Jean Ronsmans, canvi d'equip |                        |                                   |  |
| Llista de l'equip 1971 |                        |                                   |  |
| Ciclista | Data de naixement      | Equip previ                       |  |
| Jesús Aranzábal Ojanguren | 25 de desembre de 1939 | Fagor (1969)                      |  |
| Roland Berland | 26 de febrer de 1945   |                                   |  |
| Serge Bolley | 3 de desembre de 1944  |                                   |  |
| Francis Campaner | 1 de febrer de 1946    |                                   |  |
| Philippe Crépel | 12 de gener de 1945    | Sonolor-Lejeune (1969)            |  |
| Christian Davaine | 7 de maig de 1948      |                                   |  |
| Roger Desmaret | 31 de juliol de 1950   |                                   |  |
| André Doyen (1 de set–31 de maig) | 29 de març de 1949     |                                   |  |
| Daniel Ducreux | 11 de febrer de 1947   | Mercier-BP-Hutchinson (1969)      |  |
| Francis Ducreux | 14 de febrer de 1945   | Mercier-BP-Hutchinson (1969)      |  |
| Jean-Claude Genty | 17 de febrer de 1945   |                                   |  |
| Charly Grosskost | 5 de març de 1944      | Peugeot-BP-Michelin (1967)        |  |
| Jacques Guiot | 6 de setembre de 1945  |                                   |  |
| Jan Janssen | 19 de maig de 1940     | Pelforth-Sauvage-Lejeune (1968)   |  |
| Giovanni Jiménez Ocampo | 30 de juny de 1942     |                                   |  |
| Bernard Labourdette | 13 de agost de 1946    | Fagor (1970)                      |  |
| Jean-Marie Leblanc | 28 de juliol de 1944   | Pelforth-Sauvage-Lejeune (1968)   |  |
| Désiré Letort | 29 de gener de 1943    | Peugeot-BP-Michelin (1970)        |  |
| Leif Mortensen | 5 de maig de 1946      |                                   |  |
| Anatole Novak | 12 de febrer de 1937   | Ford France-Hutchinson (1966)     |  |
| Jesús Luis Ocaña Pernía | 9 de juny de 1945      | Fagor (1969)                      |  |
| Christian Palka | 15 de juliol de 1949   |                                   |  |
| René Pijnen | 3 de setembre de 1946  | Willem II-Gazelle (1970)          |  |
| Jean Ronsmans (1 de gen–31 de maig, Nota) | 6 de agost de 1947     | Hertekamp-Magniflex (1970)        |  |
| Roger Rosiers | 26 de novembre de 1946 | Dr. Mann-Grundig (1969)           |  |
| Alain Santy | 28 de agost de 1949    |                                   |  |
| Guy Santy | 23 de novembre de 1950 |                                   |  |
| Johny Schleck | 22 de novembre de 1942 | Pelforth-Sauvage-Lejeune (1968)   |  |
| Marc Sohet | 15 de juny de 1947     |                                   |  |
| Jean-Claude Theillière | 23 de maig de 1944     | Sonolor-Lejeune (1970)            |  |
| Bernard Van der Linde | 14 de juny de 1946     |                                   |  |
| Raymond Van Marck | 5 de juny de 1947      |                                   |  |
| Alain Vasseur | 1 de abril de 1948     |                                   |  |
| Sylvain Vasseur | 28 de febrer de 1946   |                                   |  |
| Frans Verhaegen | 22 de gener de 1948    |                                   |  |
| Michael Wright | 25 de març de 1941     | Wiel's-Gancia-Groene Leeuw (1966) |  |
| |                        |                                   |  |
| Font: UCI |                        |                                   |  |

| \| Llista de l'equip 1972 \| Llista de l'equip 1972 \| Llista de l'equip 1972 \| Llista de l'equip 1972 \| \| Ciclista \| Data de naixement \| Equip previ \| \| \| ------------------------- \| ---------------------- \| ------------------------------- \| ---------------------- \| \| Jesús Aranzábal Ojanguren \| 25 de desembre de 1939 \| Fagor (1969) \| \| \| Roland Berland \| 26 de febrer de 1945 \| \| \| \| Francis Campaner \| 1 de febrer de 1946 \| \| \| \| Jaak De Boever \| 29 de agost de 1937 \| Flandria-Mars (1971) \| \| \| Roger Desmaret \| 31 de juliol de 1950 \| \| \| \| Daniel Ducreux \| 11 de febrer de 1947 \| Mercier-BP-Hutchinson (1969) \| \| \| Francis Ducreux \| 14 de febrer de 1945 \| Mercier-BP-Hutchinson (1969) \| \| \| Jean-Claude Genty \| 17 de febrer de 1945 \| \| \| \| Charly Grosskost \| 5 de març de 1944 \| Peugeot-BP-Michelin (1967) \| \| \| Bernard Labourdette \| 13 de agost de 1946 \| Fagor (1970) \| \| \| Serge Lapébie \| 9 de juny de 1948 \| Sonolor-Lejeune (1971) \| \| \| Eric Leman \| 17 de juliol de 1946 \| Flandria-Mars (1971) \| \| \| Désiré Letort \| 29 de gener de 1943 \| Peugeot-BP-Michelin (1970) \| \| \| Leif Mortensen \| 5 de maig de 1946 \| \| \| \| Anatole Novak \| 12 de febrer de 1937 \| Ford France-Hutchinson (1966) \| \| \| Jesús Luis Ocaña Pernía \| 9 de juny de 1945 \| Fagor (1969) \| \| \| Christian Palka \| 15 de juliol de 1949 \| \| \| \| René Pijnen \| 3 de setembre de 1946 \| Willem II-Gazelle (1970) \| \| \| Roger Rosiers \| 26 de novembre de 1946 \| Dr. Mann-Grundig (1969) \| \| \| Alain Santy \| 28 de agost de 1949 \| \| \| \| Guy Santy \| 23 de novembre de 1950 \| \| \| \| Johny Schleck \| 22 de novembre de 1942 \| Pelforth-Sauvage-Lejeune (1968) \| \| \| Alain Vasseur \| 1 de abril de 1948 \| \| \| \| Sylvain Vasseur \| 28 de febrer de 1946 \| \| \| \| \| \| \| \| \| Font: UCI \| \| \| \| |                        |                                 |  |
| Llista de l'equip 1972 |                        |                                 |  |
| Ciclista | Data de naixement      | Equip previ                     |  |
| Jesús Aranzábal Ojanguren | 25 de desembre de 1939 | Fagor (1969)                    |  |
| Roland Berland | 26 de febrer de 1945   |                                 |  |
| Francis Campaner | 1 de febrer de 1946    |                                 |  |
| Jaak De Boever | 29 de agost de 1937    | Flandria-Mars (1971)            |  |
| Roger Desmaret | 31 de juliol de 1950   |                                 |  |
| Daniel Ducreux | 11 de febrer de 1947   | Mercier-BP-Hutchinson (1969)    |  |
| Francis Ducreux | 14 de febrer de 1945   | Mercier-BP-Hutchinson (1969)    |  |
| Jean-Claude Genty | 17 de febrer de 1945   |                                 |  |
| Charly Grosskost | 5 de març de 1944      | Peugeot-BP-Michelin (1967)      |  |
| Bernard Labourdette | 13 de agost de 1946    | Fagor (1970)                    |  |
| Serge Lapébie | 9 de juny de 1948      | Sonolor-Lejeune (1971)          |  |
| Eric Leman | 17 de juliol de 1946   | Flandria-Mars (1971)            |  |
| Désiré Letort | 29 de gener de 1943    | Peugeot-BP-Michelin (1970)      |  |
| Leif Mortensen | 5 de maig de 1946      |                                 |  |
| Anatole Novak | 12 de febrer de 1937   | Ford France-Hutchinson (1966)   |  |
| Jesús Luis Ocaña Pernía | 9 de juny de 1945      | Fagor (1969)                    |  |
| Christian Palka | 15 de juliol de 1949   |                                 |  |
| René Pijnen | 3 de setembre de 1946  | Willem II-Gazelle (1970)        |  |
| Roger Rosiers | 26 de novembre de 1946 | Dr. Mann-Grundig (1969)         |  |
| Alain Santy | 28 de agost de 1949    |                                 |  |
| Guy Santy | 23 de novembre de 1950 |                                 |  |
| Johny Schleck | 22 de novembre de 1942 | Pelforth-Sauvage-Lejeune (1968) |  |
| Alain Vasseur | 1 de abril de 1948     |                                 |  |
| Sylvain Vasseur | 28 de febrer de 1946   |                                 |  |
| |                        |                                 |  |
| Font: UCI |                        |                                 |  |

| \| Llista de l'equip 1973 \| Llista de l'equip 1973 \| Llista de l'equip 1973 \| Llista de l'equip 1973 \| \| Ciclista \| Data de naixement \| Equip previ \| \| \| ----------------------------------- \| ---------------------- \| ------------------------------- \| ---------------------- \| \| Joaquim Agostinho \| 7 de abril de 1943 \| Frimatic-De Gribaldy (1972) \| \| \| Roland Berland \| 26 de febrer de 1945 \| \| \| \| José Catieau \| 17 de juliol de 1946 \| Sonolor (1972) \| \| \| Jean-Jacques Fussien \| 21 de gener de 1952 \| \| \| \| Jean-Claude Genty \| 17 de febrer de 1945 \| \| \| \| Bernard Labourdette \| 13 de agost de 1946 \| Fagor (1970) \| \| \| Serge Lapébie (1 de gen–31 de març) \| 9 de juny de 1948 \| Sonolor-Lejeune (1971) \| \| \| Désiré Letort \| 29 de gener de 1943 \| Peugeot-BP-Michelin (1970) \| \| \| Leif Mortensen \| 5 de maig de 1946 \| \| \| \| Jesús Luis Ocaña Pernía \| 9 de juny de 1945 \| Fagor (1969) \| \| \| Christian Palka \| 15 de juliol de 1949 \| \| \| \| René Pijnen \| 3 de setembre de 1946 \| Willem II-Gazelle (1970) \| \| \| Roger Rosiers \| 26 de novembre de 1946 \| Dr. Mann-Grundig (1969) \| \| \| Alain Santy \| 28 de agost de 1949 \| \| \| \| Guy Santy \| 23 de novembre de 1950 \| \| \| \| Johny Schleck \| 22 de novembre de 1942 \| Pelforth-Sauvage-Lejeune (1968) \| \| \| Alain Vasseur \| 1 de abril de 1948 \| \| \| \| Sylvain Vasseur \| 28 de febrer de 1946 \| \| \| \| \| \| \| \| \| Font: UCI \| \| \| \| |                        |                                 |  |
| Llista de l'equip 1973 |                        |                                 |  |
| Ciclista | Data de naixement      | Equip previ                     |  |
| Joaquim Agostinho | 7 de abril de 1943     | Frimatic-De Gribaldy (1972)     |  |
| Roland Berland | 26 de febrer de 1945   |                                 |  |
| José Catieau | 17 de juliol de 1946   | Sonolor (1972)                  |  |
| Jean-Jacques Fussien | 21 de gener de 1952    |                                 |  |
| Jean-Claude Genty | 17 de febrer de 1945   |                                 |  |
| Bernard Labourdette | 13 de agost de 1946    | Fagor (1970)                    |  |
| Serge Lapébie (1 de gen–31 de març) | 9 de juny de 1948      | Sonolor-Lejeune (1971)          |  |
| Désiré Letort | 29 de gener de 1943    | Peugeot-BP-Michelin (1970)      |  |
| Leif Mortensen | 5 de maig de 1946      |                                 |  |
| Jesús Luis Ocaña Pernía | 9 de juny de 1945      | Fagor (1969)                    |  |
| Christian Palka | 15 de juliol de 1949   |                                 |  |
| René Pijnen | 3 de setembre de 1946  | Willem II-Gazelle (1970)        |  |
| Roger Rosiers | 26 de novembre de 1946 | Dr. Mann-Grundig (1969)         |  |
| Alain Santy | 28 de agost de 1949    |                                 |  |
| Guy Santy | 23 de novembre de 1950 |                                 |  |
| Johny Schleck | 22 de novembre de 1942 | Pelforth-Sauvage-Lejeune (1968) |  |
| Alain Vasseur | 1 de abril de 1948     |                                 |  |
| Sylvain Vasseur | 28 de febrer de 1946   |                                 |  |
| |                        |                                 |  |
| Font: UCI |                        |                                 |  |

| \| Llista de l'equip 1974 \| Llista de l'equip 1974 \| Llista de l'equip 1974 \| Llista de l'equip 1974 \| \| Ciclista \| Data de naixement \| Equip previ \| \| \| ------------------------------------ \| ---------------------- \| -------------------------------- \| ---------------------- \| \| Joaquim Agostinho \| 7 de abril de 1943 \| Frimatic-De Gribaldy (1972) \| \| \| Luis Balagué \| 29 de març de 1944 \| La Casera-Peña Bahamontes (1973) \| \| \| Roland Berland \| 26 de febrer de 1945 \| \| \| \| José Catieau \| 17 de juliol de 1946 \| Sonolor (1972) \| \| \| Patrice Collinet \| 18 de agost de 1949 \| \| \| \| Bernard Croyet \| 6 de juliol de 1948 \| \| \| \| Bernard Draux (12 de juny–31 de des) \| 11 de maig de 1951 \| \| \| \| Jacky Ferrari (1 de gen–30 de juny) \| 7 de octubre de 1952 \| \| \| \| Jean-Jacques Fussien \| 21 de gener de 1952 \| \| \| \| Jean-Claude Genty \| 17 de febrer de 1945 \| \| \| \| Gerben Karstens \| 14 de gener de 1942 \| Rokado-De Gribaldy (1973) \| \| \| Bernard Labourdette \| 13 de agost de 1946 \| Fagor (1970) \| \| \| Jean-Luc Molinéris \| 25 de agost de 1950 \| \| \| \| Leif Mortensen \| 5 de maig de 1946 \| \| \| \| Jesús Luis Ocaña Pernía \| 9 de juny de 1945 \| Fagor (1969) \| \| \| Christian Palka \| 15 de juliol de 1949 \| \| \| \| Eddy Peelman \| 8 de agost de 1947 \| Rokado-De Gribaldy (1973) \| \| \| Guy Santy \| 23 de novembre de 1950 \| \| \| \| Johny Schleck \| 22 de novembre de 1942 \| Pelforth-Sauvage-Lejeune (1968) \| \| \| Roland Smet \| 18 de desembre de 1952 \| \| \| \| Alain Vasseur \| 1 de abril de 1948 \| \| \| \| Sylvain Vasseur \| 28 de febrer de 1946 \| \| \| \| \| \| \| \| \| Font: UCI \| \| \| \| |                        |                                  |  |
| Llista de l'equip 1974 |                        |                                  |  |
| Ciclista | Data de naixement      | Equip previ                      |  |
| Joaquim Agostinho | 7 de abril de 1943     | Frimatic-De Gribaldy (1972)      |  |
| Luis Balagué | 29 de març de 1944     | La Casera-Peña Bahamontes (1973) |  |
| Roland Berland | 26 de febrer de 1945   |                                  |  |
| José Catieau | 17 de juliol de 1946   | Sonolor (1972)                   |  |
| Patrice Collinet | 18 de agost de 1949    |                                  |  |
| Bernard Croyet | 6 de juliol de 1948    |                                  |  |
| Bernard Draux (12 de juny–31 de des) | 11 de maig de 1951     |                                  |  |
| Jacky Ferrari (1 de gen–30 de juny) | 7 de octubre de 1952   |                                  |  |
| Jean-Jacques Fussien | 21 de gener de 1952    |                                  |  |
| Jean-Claude Genty | 17 de febrer de 1945   |                                  |  |
| Gerben Karstens | 14 de gener de 1942    | Rokado-De Gribaldy (1973)        |  |
| Bernard Labourdette | 13 de agost de 1946    | Fagor (1970)                     |  |
| Jean-Luc Molinéris | 25 de agost de 1950    |                                  |  |
| Leif Mortensen | 5 de maig de 1946      |                                  |  |
| Jesús Luis Ocaña Pernía | 9 de juny de 1945      | Fagor (1969)                     |  |
| Christian Palka | 15 de juliol de 1949   |                                  |  |
| Eddy Peelman | 8 de agost de 1947     | Rokado-De Gribaldy (1973)        |  |
| Guy Santy | 23 de novembre de 1950 |                                  |  |
| Johny Schleck | 22 de novembre de 1942 | Pelforth-Sauvage-Lejeune (1968)  |  |
| Roland Smet | 18 de desembre de 1952 |                                  |  |
| Alain Vasseur | 1 de abril de 1948     |                                  |  |
| Sylvain Vasseur | 28 de febrer de 1946   |                                  |  |
| |                        |                                  |  |
| Font: UCI |                        |                                  |  |